# Judo na Igrzyskach Azji Wschodniej 2013
Turniej judo na igrzyskach Azji Wschodniej w 2013 rozegrano w  Tiencinie w dniach 14-15 października, na terenie "Civil Aviation University of China".

## Tabela medalowa
| Poz.  | Państwo          |    |    |    | Łącznie |
| ----- | ---------------- | -- | -- | -- | ------- |
| 1.    | Japonia          | 5  | 4  | 5  | 14      |
| 2.    | Korea Południowa | 5  | 2  | 5  | 12      |
| 3.    | Chiny            | 3  | 4  | 1  | 8       |
| 4.    | Korea Północna   | 1  | 4  | 4  | 9       |
| 5.    | Mongolia         | 0  | 0  | 5  | 5       |
| 6.    | Chińskie Tajpej  | 0  | 0  | 4  | 4       |
| Razem | Razem            | 14 | 14 | 24 | 52      |

## Mężczyźni
| Waga    | Złoto:           | Srebro:             | Brąz:                | Brąz:         |
| 60 kg   | Kim Won-jin      | Tang Xiaolong       | Ming Yen Tsai        | Ryo Kawabata  |
| 66 kg   | Junpei Morishita | Hyon Song-chol Hyon | Chia Hung Chien      | Hwang Bo-bae  |
| 73 kg   | Bang Gui-man     | Takeshi Doi         | Khadbaatar Narankhuu | Hong Kuk-hyon |
| 81 kg   | Hong Suk-woong   | Li Maojian          | Goki Maruyama        | Pak Hong-wi   |
| 90 kg   | Hirotaka Kato    | Cheng Xunzhao       | Lee Kyu-won          | ----          |
| 100 kg  | Yusuke Kumashiro | Hwang Hee-tae       | Ding Shun            | ----          |
| +100 kg | Kim Sung-min     | Daiki Kamikawa      | Purev Burentugs      | ----          |

## Kobiety
| Waga   | Złoto:          | Srebro:       | Brąz:            | Brąz:               |
| 48 kg  | Kim Sol-Mi      | Kim Sol-mi    | Xiang Ting Qiu   | Tamami Yamazaki     |
| 52 kg  | Takumi Miyakawa | Cha Ok-song   | Jung Eun-jung    | Baldinnya Baterdene |
| 57 kg  | Kim Jan-di      | Liu Yang      | Nozomi Hirai     | Ri Un-ju            |
| 63 kg  | Miku Tashiro    | Kim Su-gyong  | Saranzul Amgalan | Joung Da-woon       |
| 70 kg  | Chen Fei        | Karen Nun Ira | Hyon Jong-hui    | Kim Seong-yeon      |
| 78 kg  | Zhang Jie       | Sol Kyong     | Wang Szu-chu     | Sayaka Anai         |
| +78 kg | Qin Qian        | Kanae Yamabe  | Javzmaa Odkhuu   | ----                |